# Linha Foch

Várias propostas para a linha de demarcação da fronteira polaco-lituana após a I Guerra Mundial. A Linha Foch está em cor verde escura, a fronteira atual em cor de rosa.

A linha Foch foi uma linha de demarcação temporária entre a Polónia e a Lituânia proposta pela Tríplice Entente na sequência da I Guerra Mundial. A linha foi proposta pelo Marechal de França Ferdinand Foch e foi aceite pela Conferência de Embaixadores em 1919. Com pelquenas alterações serviria como base para a fronteira polaco-lituana no período entre-guerras. 
A linha deixava Vilnius (Wilno) do lado da Polónia. Após a II Guerra Mundial só a parte mais ocidental, perto da localidade de Suwałki, segue a linha original.